# Crassomicrodus fenestratus
Crassomicrodus fenestratus är en stekelart som beskrevs av Henry Lorenz Viereck 1913. Crassomicrodus fenestratus ingår i släktet Crassomicrodus och familjen bracksteklar. Inga underarter finns listade i Catalogue of Life.